# Gloria Cabral
Gloria Cabral (São Paulo, 1982) es una arquitecta paraguaya-brasileña. En 2016 obtuvo el León de Oro de la Bienal de Arquitectura de Venecia a la Mejor Participación en la Muestra Internacional.

## Biografía
A los seis años se radicó con su familia en Asunción, Paraguay. Estudió arquitectura en la Universidad Nacional de Asunción. Antes de terminar la universidad, en 2003, Cabral se unió a Gabinete de Arquitectura. Al tiempo se retiró uno de los socios y Cabral, junto a otros pasantes conformaron un grupo que se convirtió en un socio más del estudio hasta 2020. 
Entre 2004 y 2020 fue socia titular de Gabinete, que dirigía junto a Solano Benítez y Solanito Benítez.
Fue la responsable del proyecto del Centro de Rehabilitación Infantil Teletón que en 2010 ganó el primer premio de la Bienal Panamericana de Arquitectura de Quito en la categoría Rehabilitación y Reciclaje.
En 2014 Cabral fue elegida por el arquitecto suizo Peter Zumthor como su discípula entre profesionales de todo el mundo en el marco del programa suizo Iniciativa Artística Rolex. Durante ese año viajó a Suiza varias veces y trabajó con Zumthor en el proyecto de una casa de té.
En 2016, junto a sus socios, obtuvo el León de Oro de la Bienal de Arquitectura de Venecia, a la Mejor Participación en la Muestra Internacional. Dos años más tarde recibió el Moira Gemmill Prize, premio otorgado por The Architectural Review y The Architects’ Journal.
Junto a Teresa Moller, José Cubilla y Solano Benítez, en 2021 obtuvo el Premio Global de Arquitectura Sostenible 2021, organizado por la Cité de l’Architecture et du Patrimoine (Francia).
Actualmente Cabral reside y desarrolla su actividad profesional en Brasil.

## Principales obras
- Casa Abu
- Teletón CRIT
- Barra Fada
- Quincho Tía Coral
- Galería Texo
- Casa L.A
- Casa KSPatiño
- Gabinete II
- Casa OMVA
- Casa Verónica
- La Angelina
- Loffice
- Casa Estigarribia